# Politique aux Îles Salomon

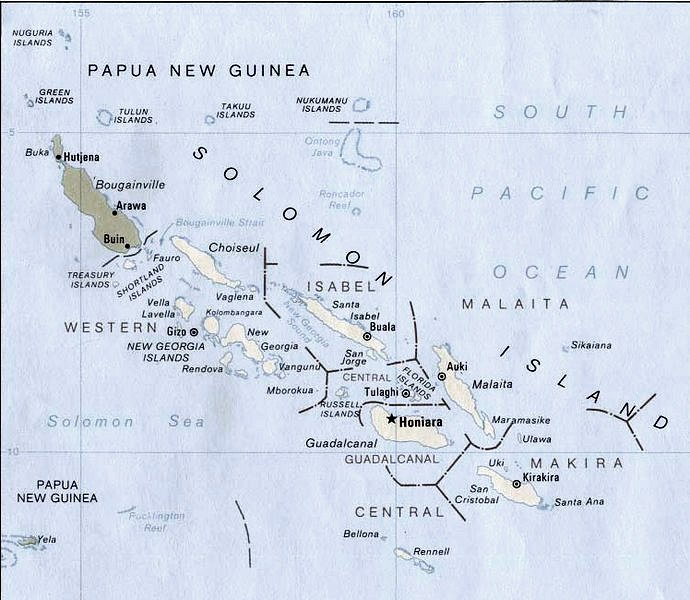
Archipel des îles Salomon.

Les Îles Salomon forment une monarchie parlementaire multipartite au sein du Commonwealth, où le roi des Îles Salomon est le chef d'État et le Premier ministre est le chef du gouvernement. Le pouvoir exécutif est détenu par le gouvernement tandis que le pouvoir législatif est partagé entre le gouvernement et le Parlement national. Le pouvoir judiciaire est indépendant des deux premiers.

## Pouvoir exécutif
Le roi des Îles Salomon, Charles III, est officiellement le chef de l'État, représenté par un gouverneur général élu et qui agit sur conseil du Premier ministre et du cabinet.
Le Parlement national élit le gouverneur général et le Premier ministre. Ce dernier nomme à son tour les membres du cabinet, dont chacun est à la tête d'un ministère. Ils répondent politiquement devant le Parlement. Les votes de défiance sont d'ailleurs courants et aboutissent à de fréquents changements gouvernementaux.
Le gouverneur général nomme le président de la Cour suprême sur conseil du Premier ministre et du chef de l'opposition, et les autres juges sur conseil d’une commission judiciaire. Le Conseil privé du Royaume-Uni constitue plus la haute instance de recours.
| Fonction           | Nom             | Parti | Depuis le        |
| ------------------ | --------------- | ----- | ---------------- |
| Roi                | Charles III     | –     | 8 septembre 2022 |
| Gouverneur général | David Tiva Kapu | –     | 7 juillet 2024   |
| Premier ministre   | Jeremiah Manele | PPUR  | 2 mai 2014       |

## Pouvoir législatif
Le Parlement compte 50 membres élus pour quatre ans au suffrage universel dans des circonscriptions à siège unique. Les parlementaires peuvent voter eux-mêmes la dissolution du Parlement à la majorité.

## Partis politiques et élections
Les partis politiques sont faibles et aucun n'est suffisamment puissant pour influer seul la politique du pays. Les coalitions parlementaires changent fréquemment.